# Эттер, Севастьян Павлович
Севастья́н Па́влович фон Э́ттер (фин. Sebastian Albrekt von Etter; 1828, Выборг — 1883, Москва) — генерал-лейтенант, начальник 1-й гренадерской дивизии.

## Биография
Родился 8 (20) апреля 1828 года в Выборге. У него было два брата: Николай и Павел, который в русской императорской армии также достигли генеральских чинов. Их родители: отец — полковник (впоследствии, генерал-лейтенант), командир Выборгского пехотного полка Павел Васильевич фон Эттер.
С 1841 года воспитывался в Финляндском кадетском корпусе, по окончании которого 14 августа 1847 года был выпущен прапорщиком в лейб-гвардии Семёновский полк. В следующем году принял участие с этим полком в Венгерской кампании; штабс-капитан с 1854 года, капитан с 1861 года.
С этим же полком, в котором Эттер прослужил более двадцати лет, он участвовал в подавлении польского мятежа.
В мае 1863 года был произведён в полковники; 26 ноября 1865 года назначен флигель-адъютантом Свиты Его Императорского Величества. В следующем году был назначен командиром лейб-гвардии Финского стрелкового батальона, с оставлением флигель-адъютантом. Этим батальоном Эттер командовал восемь лет; 30 августа 1869 года был произведён в генерал-майоры с оставлением в Свите.
В апреле 1874 года получил в командование лейб-гвардии Семёновский полк, а с 27 октября 1877 года — 2-ю бригаду 2-й гвардейской дивизии, с зачислением в списки лейб-гвардии Финского стрелкового батальона.
В русско-турецкой войне 1877—1878 гг. Эттер со своей 2-й бригадой принял самое деятельное участие. За храбрость и распорядительность, оказанные им в эту кампанию, особенно при переходе через Балканы и при взятии Филиппополя, был награждён золотой саблей с надписью «За храбрость», затем такой же саблей, украшенной бриллиантами, и орденом Св. Анны 1-й степени с мечами и бантом.
По возвращении из Турции Эттер продолжал командовать 2-й бригадой 2-й гвардейской дивизии до 30 августа 1881 года, когда был произведён в генерал-лейтенанты и назначен начальником 1-й гренадерской дивизии. Эту должность он занимал до самой своей смерти.
Эттер также был награждён российскими орденами Св. Станислава 1-й степени и Св. Владимира 3-й степени. Имел также несколько иностранных орденов, который получил во время службы флигель-адъютантом.
Умер в Москве 28 января (9 февраля) 1883 года.

## Награды
российские
- орден Св. Станислава 3-й ст. (1856)
- орден Св. Анны 3-й ст. (1859)
- орден Св. Станислава 2-й ст. (1863)
- орден Св. Владимира 4-й ст. (1864)
- орден Св. Анны 2-й ст. (1867)
- орден Св. Владимира 3-й ст. (1873)
- орден Св. Станислава 1-й ст. (1874; мечи к ордену в 1878)
- Золотое оружие «За храбрость» (1878)
- Золотое оружие «За храбрость», украшенное бриллиантами (1879)

иностранные
- шведский орден Меча, рыцарский крест (1875)

## Семья

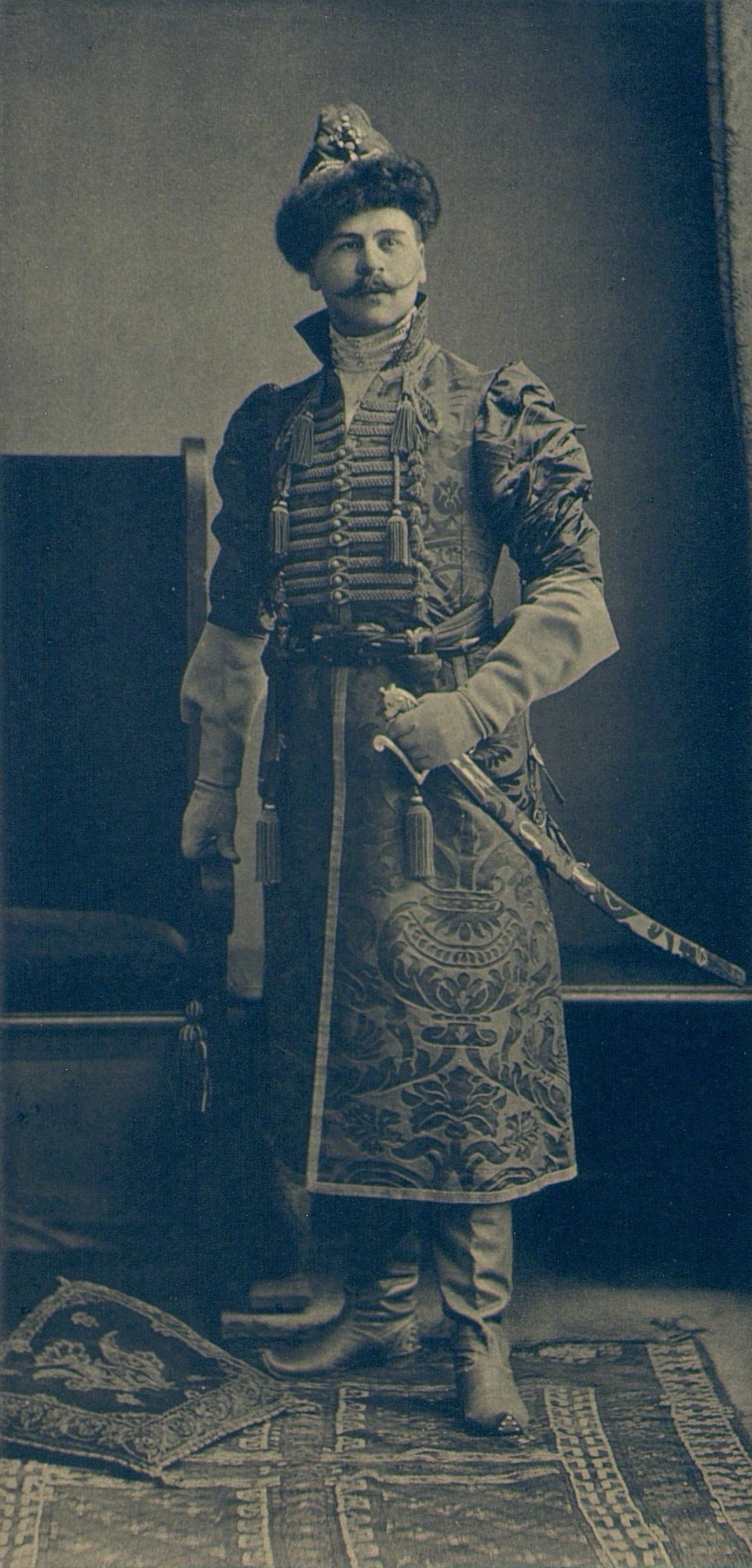
Сын Александр Эттер на костюмированном балу 1903 года

С 7 сентября 1860 года был женат на Эмилии Ивановне Якобсон (1842—1923), дочери Ивана Давидовича Якобсона. Их дети:
- Павел Севастьянович Эттер (1861—1938) — генерал-майор, обер-шталмейстер[1]
- Иван Севастьянович Эттер (1863—1941) — генерал-майор, герой Первой мировой войны
- Николай Севастьянович Эттер (1865—1935) — дипломат, посол в Тегеране
- Александр Севастьянович Эттер (1867—1938) — шталмейстер, действительный статский советник, состоял при великой княгине Марии Павловне
- Эмилия Севастьяновна Эттер (1869—1919) — фрейлина.